# عوضی و پولدار
عوضی و پولدار (انگلیسی: Bitch x Rich؛ کره‌ای: 청담국제고등학교) یک مجموعه تلویزیونی محصول کره جنوبی است. این مجموعه توسط وای‌نات مدیا تولید شده و ترکیبی از ژانرهای معمایی و درام مدرسه‌ای را ارائه می‌دهد. داستان مجموعه به نبردهای روانی پرتنش میان دانش آموزان یک دبیرستان نخبه‌محور می‌پردازد. این مجموعه به کارگردانی مین جی یونگ و نویسندگی جونگ سونگ اون ساخته شده و لی اون سم و کیم یه ریم در آن ایفای نقش کرده‌اند. فصل اول این مجموعه از ۳۱ مه ۲۰۲۳، از طریق پلتفرم‌های ویو و نتفلیکس در کره جنوبی و همچنین ویو در مناطقی چون سنگاپور در دسترس قرار گرفته است. فصل دوم این مجموعه از ۳ ژوئیه ۲۰۲۵ از طریق پلتفرم‌های جهانی ویو، ویکی و نتفلیکس منتشر شد.

## خلاصه داستان
داستان حول محور کیم هه این، دانش‌آموز دبیرستانی از خانواده‌ای فقیر می‌گردد. زندگی او زمانی دگرگون می‌شود که به تنها شاهد قتل یکی از دانش‌آموزان دیگر تبدیل می‌شود. در ازای سکوتش، به او پیشنهاد می‌شود که به دبیرستان بین‌المللی چونگدام، معتبرترین مدرسه در کره جنوبی، منتقل شود. پس از ورود به مدرسهٔ جدید، کیم هه این با بک جه نا مواجه می‌شود؛ تأثیرگذارترین دانش‌آموز مدرسه و مظنون اصلی پروندهٔ قتل. رابطهٔ میان این دو خیلی زود به نبردی روانی و پرتنش بدل می‌شود، نبردی پر از بازی‌های قدرت و تقابل در برابر ساختار سلسله‌مراتبی بی‌رحم مدرسه‌ای که نخبگان در آن حکومت می‌کنند.

## بازیگران

### معرفی‌شده در فصل ۱
- لی اون سم در نقش کیم هه این[۲]
- کیم یه ریم در نقش بک جه نا[۳]
- لی جونگ هیوک در نقش سو دو اون[۶]
- پارک شی وو در نقش مین یول هی
- جانگ دوک سو در نقش پارک وو جین
- یو جونگ هو در نقش لی سو مانگ
- جانگ سونگ یون در نقش کیم هه این

### معرفی‌شده در فصل ۲
- کیم مین کیو در نقش چا جین ووک
- وون کیو بین در نقش لی سا رانگ

## انتشار
فصل اول عوضی و پولدار از ۳۱ مه تا ۲۸ ژوئن ۲۰۲۳، چهارشنبه‌ها پخش شد. این فصل شامل ۱۰ قسمت است و هر قسمت حدود ۳۵ دقیقه زمان دارد. این مجموعه از طریق پلتفرم‌های ویو و نتفلیکس در کره جنوبی در دسترس قرار گرفت.
فصل اول این مجموعه در بسیاری از پلتفرم‌های استریم آسیایی به موفقیت چشمگیری دست یافت. این مجموعه رتبه اول را در بخش محتوای هالیو پلتفرم ژاپنی آبه‌ما تی‌وی، رتبه دوم را در ویو اندونزی، رتبه سوم را در ویو سنگاپور و جایگاه ویژه‌ای را در پلتفرم فرایدی ویدئو تایوان کسب کرد. همچنین، در میان ۱۰ محتوای برتر پلتفرم‌هایآی‌چی‌یی و نتفلیکس در سطح جهانی قرار گرفت و با ترکیبی از تازگی ژانر و روایت پرکشش، به عنوان اثری موفق در بازار جهانی مطرح شد.
در ۲۶ مه ۲۰۲۵ اعلام شد که فصل دوم این مجموعه در هفتهٔ اول ژوئیه پخش خواهد شد. همچنین، بازیگران کیم مین کیو در نقش چا جین ووک و وون کیو بین در نقش لی سا رانگ به فصل جدید خواهند پیوست.